# Mary McAleese
Mary Patricia McAleese (em irlandês: Máire Pádraigín Bean Mhic Ghiolla Íosa; Belfast, 27 de junho de 1951), é uma advogada e jornalista, foi presidente da Irlanda de 1997 até 2011, sucedendo a Mary Robinson (que se tornou Alta Comissária da ONU para os Direitos Humanos).
O cargo de presidente é ocupado por sete anos, sendo permitida apenas uma reeleição; McAleese foi eleita em novembro de 1997 e reeleita em novembro de 2004.